# Nascio
Nascio es un género de escarabajos de la familia Buprestidae.

## Especies
- Nascio chydaea Olliff, 1886
- Nascio simillima van de Poll, 1886
- Nascio vetusta (Boisduval, 1835)
- Nascio xanthura (Gory & Laporte, 1839)